# Kassoum Tapo
 (janvier 2020).
Kassoum Tapo, né le 11 novembre 1956 à Mopti, est un homme politique malien.

## Biographie
Il fait ses études supérieures entre 1974 et 1976 à la Faculté de droit et de Lettres de Nice (France). Puis, entre 1976 et 1980, il poursuivra ses études à l’université de Nanterre (France), pour décrocher deux maîtrises Lettres et Droit ; un DEA de droit international public et privé, et un DEA de Littérature générale et comparée.
Détenteur d’un certificat d’aptitude à la profession d’avocat (CAPA), Me Tapo ouvre un cabinet d’avocat à Paris avant de rentrer en 1989 au Mali.
Il est élu en 1995 bâtonnier et à ce titre, est chargé par le Président de la République Alpha Oumar Konaré de diriger la Commission électorale nationale indépendante (CENI) chargée d’organiser des élections boycottées par l’opposition en 1997.
Il est le président de la Conférence internationale des barreaux de 1998 à 1999.
Pour le compte de l’Organisation de l'unité africaine (OUA) et de l’Organisation internationale de la francophonie (OIF), il participe comme observateur à plusieurs élections en Afrique et à Haïti.
En 2001, il coordonne la campagne du candidat à l’élection présidentielle Amadou Toumani Touré.
Avec le coup d’état de 2012, le mari et père de quatre enfants était en première ligne pour la restauration de l’ordre constitutionnel en portant le drapeau du front pour la démocratie et la république (FDR). Très actif sur la scène politique, il a été membre du comité exécutif du parti Adema PASJ de 2001 à 2013. KassoumTapo a en outre été élu député en 2002 et réélu en 2007.
Kassoum Tapo fait partie des membres du gouvernement nommés par le Premier ministre Abdoulaye Idrissa Maïga le 11 avril 2017.
Kassoum Tapo milite activement pour l’abolition de la peine de mort au Mali.

## Sources
1. ↑  Issiaka M Tamboura, « Présidence : Maître Kassoum Tapo nommé Conseiller spécial du Président de la République », maliweb,‎ 5 novembre 2015 (lire en ligne)

- Jeune Afrique du 12 juin 2006, https://www.jeuneafrique.com/112651/archives-thematique/ils-font-le-mali/